# Нили, Ралф
Ралф Юджин Нили (англ. Ralph Eugene Neely; 12 сентября 1943, Литл-Рок, Арканзас — 5 января 2022) — профессиональный американский футболист, тэкл нападения. Выступал в НФЛ с 1965 по 1977 год. Всю карьеру провёл в составе клуба «Даллас Каубойс». Двукратный победитель Супербоула. Дважды принимал участие в Пробоуле. Входит в состав сборной звёзд НФЛ 1960-х годов.
На студенческом уровне играл за команду Оклахомского университета. В 1965 году был выбран на драфтах обеих существующих лиг во втором раунде: в НФЛ права на него получил клуб «Балтимор Колтс», позднее обменявший их в «Даллас», в АФЛ — «Хьюстон Ойлерз».

## Биография
Ралф Нили родился 12 сентября 1943 года в Литл-Роке в штате Арканзас. Вырос в Фармингтоне в Нью-Мексико, там же окончил старшую школу. В составе школьной футбольной команды играл в финале чемпионата штата, занимался бейсболом и баскетболом, участвовал в соревнованиях по толканию ядра. В 1961 году поступил в Оклахомский университет. В 1987 году он был включён в Зал спортивной славы школы, в 2014 году — в Зал спортивной славы Нью-Мексико.
В составе университетской команды Нили играл линейным нападения и защиты. Обладая ростом 198 см и весом более 111 кг, был одним из самых крупных футболистов того времени. В 1963 и 1964 годах вместе с командой он побеждал в турнире конференции Big Eight. Дважды включался в состав сборной звёзд конференции.
В 1965 году он был выбран на драфтах обеих профессиональных лиг. В НФЛ Нили был задрафтован во втором раунде под общим 28 номером клубом «Балтимор Колтс». В АФЛ его во втором раунде под 15 номером выбрали «Хьюстон Ойлерз». Сначала он подписал контракт с «Хьюстоном», условия сделки включали в себя трудоустройство в сфере недвижимости и право собственности на заправочную станцию. Нили просил клуб не объявлять о заключении контракта публично, чтобы сохранить возможность сыграть за команду колледжа в Гейтор Боуле в январе 1965 года. Однако информация попала в прессу и до игры его не допустили. Нили вернул «Ойлерз» полученный бонус и отказался от контракта. В это же время «Колтс» обменяли права на него в «Даллас Каубойс», получив Билли Лотриджа и выбор четвёртого раунда драфта 1966 года. Спор между клубами двух лиг был урегулирован в судебном порядке, Нили стал игроком «Каубойс», «Ойлерз» получили компенсацию в виде нескольких выборов на драфте.
Всю свою профессиональную карьеру, 13 сезонов, Нили провёл в составе «Далласа», выходя на позициях правого и левого тэкла нападения. По итогам своего первого сезона он был включён в состав сборной новичков НФЛ. В 1967 и 1968 годах его выбирали в число участников Пробоула. С 1967 по 1969 год он входил в состав первой сборной звёзд Олл-про. Нили сыграл в 172 матчах регулярного чемпионата и 26 матчах плей-офф. В составе «Далласа» он выходил на поле в четырёх Супербоулах, выиграв два из них. Входит в состав сборной звёзд НФЛ 1960-х годов.
Ралф Нили скончался 5 января 2022 года в своём доме близ Далласа. Ему было 78 лет. Тело Нили было передано Техасскому университету для изучения последствий травматических повреждений мозга.